# Voedingsvezels

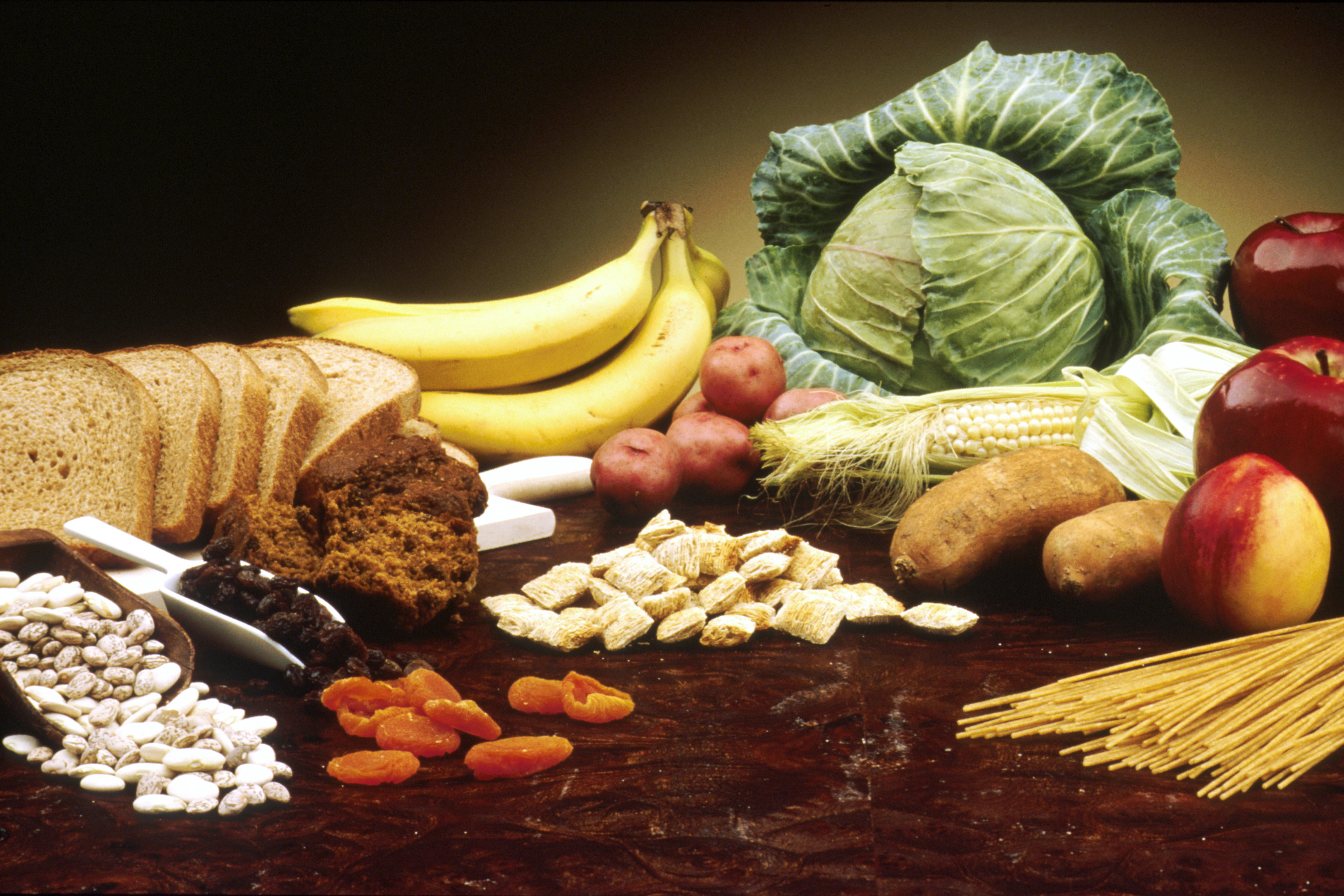
Voedingsmiddelen als fruit, groenten en graanproducten zijn rijk aan vezels

Voedingsvezels zijn een groep qua aard en werkzaamheid zeer uiteenlopende stoffen van plantaardige oorsprong met als gemeenschappelijke kenmerk dat ze in de dunne darm van de mens niet worden verteerd of opgenomen. Ze komen dus intact aan in de dikke darm. Hoewel ze soms als ballaststoffen worden aangemerkt spelen ze een belangrijke rol bij het functioneren van de darmen.
Er bestaan verschillende soorten vezels, die verschillen in hun oplosbaarheid, en in hoeverre ze worden gefermenteerd door darmbacteriën. Vezels komen vooral uit de celwanden van plantaardig materiaal. Hierom zijn ze voornamelijk aanwezig in groente, fruit, aardappelen, volkorenbrood, ontbijtgranen, peulvruchten en noten. Vezels zijn een belangrijke component van een gezond voedingspatroon; ze dragen bij aan een goede spijsvertering en een verzadigd gevoel na het eten. Er zijn bovendien sterke aanwijzingen dat ze het risico op hart- en vaatziekten, diabetes type 2 en darmkanker kunnen verminderen.

## Definitie
De term voedingsvezel is voor het eerst gebruikt door Hipsley om bestanddelen van de plantencelwand te beschrijven. Later werd de term verbreed tot alle overblijfselen van planten en andere voedselbestanddelen die bestand zijn tegen verteringsenzymen. Oorspronkelijk werden alleen onoplosbare vezels als voedingvezel beschouwd, totdat duidelijk werd dat ook oplosbare voedingsbestanddelen onverteerbaar kunnen zijn.
In 2001 heeft de Amerikaanse Food and Nutrition Board (FNB), onderdeel van het Institute of Medicine (IOM), voedingsvezel als volgt gedefinieerd: "Voedingsvezel bestaat uit niet-verteerbare koolhydraten en lignine die fysiologische effecten bij mensen hebben. De totale hoeveelheid vezel is de som van de hoeveelheid voedingsvezel en wat daaraan nog wordt toegevoegd." Deze definitie maakte een onderscheid tussen in voedsel aanwezige vezel (voedingsvezel) en vezel die geëxtraheerd en/of gesynthetiseerd is (functionele vezel) en als supplement op de voeding wordt ingenomen. Dit om de bewezen gezondheidsvoordelen van een vezelrijke voeding te onderscheiden van de veel minder onderbouwde gezondheidsvoordelen van suppletie met voedingsvezels.
De Wereldgezondheidsorganisatie (WHO) en de Voedsel- en Landbouworganisatie (FAO) hebben in 2008 voedingsvezel gedefinieerd als koolhydraatpolymeren met tien of meer monomere eenheden, welke niet door enzymen in de dunne darm worden gehydrolyseerd. De Europese Unie hanteert een definitie die vergelijkbaar is met die van de WHO/FAO.
Enkele voorbeelden van voedingsvezels zijn: pectine, lignine, cellulose, gommen, slijmstoffen, resistent zetmeel, inuline, fructanen, diverse hemicelluloses, saponinen, tanninen, psyllium.

## Effecten
De fysiologische effecten van voedingsvezels kunnen sterk uiteenlopen, vanwege het zeer diverse karakter van de groep stoffen. Een aantal van de stoffen die onder deze groep geschaard worden, heeft zelfs geen vezelstructuur: pectine, gommen en slijmstoffen (mucines) zijn daar voorbeelden van. Om deze reden wordt soms de term niet-verteerbaar residu gebruikt. Voedingsvezels krijgen soms de verouderde naam ballaststoffen mee, in de veronderstelling dat deze stoffen geen functie hebben voor het organisme en dus ballast zijn.
Voedingsvezels hebben invloed op de snelheid waarmee het voedsel het maag-darmkanaal passeert. Bepaalde typen vezels, zoals psylliumvezels, nemen relatief veel water op. Zo wordt het volume van de ontlasting vergroot en wordt de ontlasting zachter. Het grotere volume prikkelt de darm, waardoor de darmbewegingen toenemen en de passagesnelheid van de ontlasting door de darm toeneemt. Het risico op obstipatie neemt op deze wijze af en sommige wetenschappers veronderstellen dat het risico op kanker van de dikke darm verminderd wordt. Ook de darmflora wordt er gezonder door, omdat sommige vezels gefermenteerd kunnen worden en zo een voedingsbodem kunnen zijn voor goede darmbacteriën.
Bepaalde typen vezel, zoals pectine, inuline, psyllium en havervezels, verminderen de bloedglucosespiegel na de maaltijd. Daarbij lijken havervezels en psyllium bovendien de gevoeligheid voor insuline te verbeteren.

## Indeling
Voedingsvezels worden op grond van twee eigenschappen ingedeeld: oplosbaarheid in water en in hoeverre ze al dan niet gefermenteerd worden door bacteriën in de dikke darm.
De indeling in oplosbare dan wel onoplosbare vezels is wat verouderd. Zowel oplosbare als onoplosbare vezels kunnen fermenteerbaar zijn, alhoewel oplosbare vezels veelal veel gemakkelijker worden gefermenteerd. De werking kan sterk verschillen tussen deze twee groepen.

### Niet-fermenteerbare voedingsvezels
Niet-fermenteerbare voedingsvezels worden ook wel onoplosbare vezels genoemd. Ze kunnen een behoorlijke hoeveelheid water opnemen waardoor het volume voedsel in de maag/darm toeneemt en het verzadigingsgevoel langer blijft. Niet-fermenteerbare vezels prikkelen, door hun hoge mate van onverteerbaarheid, ook de darmen en stimuleren en activeren zo de peristaltiek van het darmstelsel. Deze activatie wordt door mensen met het prikkelbaredarmsyndroom ervaren als irritatie, zij zijn juist gebaat bij fermenteerbare (oplosbare) vezels.
 Niet-fermenteerbare vezels komen met name voor in graanproducten, zoals tarwezemelen in volkorenbrood, muesli en havermout.

### Fermenteerbare voedingsvezels
Fermenteerbare voedingsvezels worden ook wel oplosbare vezels genoemd. Ze nemen ook water op, zij het minder dan de niet-fermenteerbare vezels. Ze zijn veelal goed in water oplosbaar en binden ook galzuren, glucose, cholesterol en vetzuren aan zich. Ze worden in de dikke darm door darmbacteriën afgebroken. De stoffen die daarbij vrijkomen, zoals kortketenige vetzuren, bevorderen de darmfunctie. Fermenteerbare vezels komen vooral voor in groenten, fruit en peulvruchten. Vezels die als voedsel dienen voor darmbacteriën, worden wel prebiotica genoemd. Als voedingssupplement zijn deze vezels onder meer verkrijgbaar in de vorm van inuline, oligofructose, psylliumvezels (Plantago afra, een weegbreesoort). Bij het fermenteren kan kooldioxide vrijkomen en winderigheid ontstaan.

## Voedingsrichtlijn
Sinds 1986 gold in Nederland een aanbeveling van drie gram voedingsvezel per megajoule per dag. In 2006 heeft de Gezondheidsraad de richtlijn voor de vezelconsumptie verhoogd naar 3,4 gram per megajoule voor iedereen van 14 jaar en ouder. Dat komt neer op 14 gram voedingsvezel per 1000 kilocalorieën. Voor een volwassen vrouw betekent dat circa 30 gram voedingsvezel per dag, voor een volwassen man 40 gram. Ongeveer vijf tot tien procent van de Nederlandse bevolking haalt die norm. Gemiddeld krijgen mensen niet meer dan zo’n 20 à 25 gram vezels per dag binnen.

## Vermeende controverses
Wetenschappelijke studies hebben in het verleden meerdere malen de link tussen het tegengaan van darmkanker en voedingsvezels gelegd. Ook het Voedingscentrum doet de aanbeveling voedingsvezels te eten, en stelt dat voedingsvezels darmkanker helpen voorkomen. Enige jaren later heeft wetenschappelijk onderzoek aangetoond dat dit niet het geval zou zijn.
Echter, recenter wetenschappelijk onderzoek wijst uit dat een hogere inname van voedingsvezels wel degelijk helpt om onder andere darmkanker te voorkomen.
Voedingsvezels hebben geen invloed op het cholesterolniveau, volgens gedateerd onderzoek.
Recenter wetenschappelijk onderzoek wijst echter uit dat sommige fermenteerbare vezels die in grote hoeveelheden worden gegeten, kunnen helpen bij het verlagen van het cholesterolgehalte in het bloed. Van diëten die rijk zijn aan fermenteerbare vezels (zoals fruit en granen, en in het bijzonder haver) is aangetoond dat ze het LDL-cholesterol (ook wel bekend als het slechte cholesterol) verlagen.